# 殺清鍵盤俠
《殺清鍵盤俠》（荷蘭語：De Kuthoer）是一部2019年荷兰黑色幽默驚悚片，由伊佛·范·阿爾特（Ivo van Aart）執導，達安·溫德霍斯特（Daan Windhorst）編劇。故事講述女專欄作家芬克·布特（Femke Boot），在社群媒體上不斷遭受匿名網友的騷擾與死亡威胁後，終於崩潰並決心對這些網路霸凌者展開血腥復仇行動。透過逐一追蹤並殺害網路酸民，芬克不僅發洩了心中的怒氣，還藉此找回寫作靈感，但她的瘋狂行為也逐漸對她的家庭和人際關係帶來無法挽回的影響。
該片於2020年1月8日在荷蘭上映，並在國際影展上廣受好評。影評指出，電影以黑色幽默的手法批判現代社群媒體上的惡質行為，揭露人們在匿名環境下的陰暗面，為觀眾呈現了一個極具讽刺且發人深省的故事。

## 劇情
芬克是一名女性主義專欄作家，接受了電視節目訪問。主持人提問：「Twitter 是詛咒還是祝福？」芬克表示，由於她在社群平台上發表不同的觀點，飽受網友的辱罵和威脅，但她認為每個人都應該接受不同意見。與她同場的作家史蒂芬卻對她的看法不以為然。
回到家中，芬克查看Twitter上對她的評論，滿是辱罵和仇恨留言，讓她感到崩潰，於是決定徹底退出Twitter。隔天，她見到出版商，出版商正挑選她書籍的封面照片，並詢問她為何在訪談中沒有宣傳新書。芬克解釋她還沒寫出任何內容，無從宣傳。出版商則鼓勵她集中精神寫作，並要求她在一周內完成第一章。
回家後，芬克在廚房裡閱讀自己發表的專欄文章，這篇文章引發了網上的激烈反響。她的女兒也在場，並稱讚史蒂芬的書寫得很好。此時，芬克聽到外面的聲響，發現鄰居「肥胖先生」正在搬運木材，並向她揮手示意。回到電腦前，芬克盯著空白的文稿，但肥胖先生的敲擊聲干擾她，讓她無法集中注意力。
面對截止日期，芬克再次忍不住登錄 Twitter，看到她的告別推文仍然被大量侮辱性留言覆蓋。隨後，她和朋友見面，朋友建議她專注於女性議題，避開政治話題，並建議她向警方求助。芬克於是前往警局報案，說明自己不斷收到仇恨訊息和死亡威脅。然而，接待的警員輕視她的報案，認為那些訊息只是網上的不成熟言論。
同時，芬克的女兒在學校因為在校報上使用了粗俗的語言而被校長叫到辦公室。女兒辯稱校長的真正不滿是她對學校政策的批評，而非用詞問題。校長隨後將她從校報編輯團隊除名。回家後，女兒向芬克表示她計劃發起「言論自由」活動，討論在俄羅斯、土耳其和菲律賓等地，作家因言論而受到的威脅。芬克卻認為這種方式過於「老派」，女兒因此對母親的反應感到失望和憤怒。
隔天早上，芬克載女兒上學，路上問女兒有無遇到校內霸凌事件。女兒回想起自己曾向一位男同學丟石頭的事，芬克則說那男孩活該，引來女兒的不解和譴責。
送完女兒後，芬克在超市購物，拿取番茄醬時看到了 Twitter 上一條帶有性侮辱的留言，留言者正是她的鄰居「肥胖先生」，這讓她深感震驚，內心產生了復仇的念頭。回到家後，她向正在修理圍牆的肥胖先生問好，內心卻已決定行動。
夜晚，芬克與朋友喝了幾杯後，回到家中。她憤怒地拿起斧頭砸爛了鄰居的圍牆。隔天早晨，肥胖先生發現圍牆被毀，來到芬克家告知此事，並送了她一塊火腿，芬克則在他走後立即丟棄。
芬克再次嘗試寫作，但依然無法專注，她又在 Twitter 上看到肥胖先生的推文，暗示他已察覺是她砸壞圍牆。某天，肥胖先生在屋頂上修理，她爬上天窗，趁他不備將他推下屋頂，肥胖先生墜地身亡。芬克隨後拿起鐵鍬，切下他的中指並收藏起來。完成這項行動後，她突然感到靈感湧現，開始寫作並完成第一章。
之後，芬克逐漸將殺害攻擊她的網友變成一種「靈感來源」，每次殺人後都切下對方的中指收藏，冷藏在家中。她的書稿因此逐漸完成，而她的收藏也不斷增多。新年期間，她和男友史蒂芬及女兒一同慶祝。然而，史蒂芬逐漸察覺到她的行為異常，對她頻繁的外出行動產生懷疑。
某晚，芬克深夜回家，雙手沾滿血跡，史蒂芬開始質問她，芬克極力掩飾，並保證自己專注於寫作，沒有其他人。隔天，出版商告知芬克，有人發起抵制行動，要求出版社停止與她的合作，因為她過去的一篇文章透露她年輕時曾與一名年輕男孩交往。然而，出版商認為可以利用這些爭議來吸引讀者關注，建議她繼續寫作。
深夜，芬克的女兒在家製作了一條新的橫幅，強調「言論自由」的重要性。隔天，女兒帶著橫幅去學校展示，而芬克則暗中跟蹤校長，準備對他進行報復。但當她看到校長與家人互動時，最終放棄了行動。
幾天後，芬克發現警察找上門來，因為接到報案稱她涉嫌囚禁兒童。她澄清這是一場惡意的報復，並認為這是網友「Tarik」的手筆。警察離開後，芬克決定找到這位「Tarik」了結一切。
芬克找到「Tarik」的住處，穿著白色衣服，攜帶獵槍敲門。門打開後，她立即開槍射擊，隨即以為自己已經殺死了「Tarik」。然而，她聽到樓上有聲響，便上樓查看，發現樓上的少年才是真正的「Tarik」。
芬克逼問少年，才意識到剛剛被她槍殺的是少年的父親。少年開始道歉，解釋自己在網上的言論無意冒犯。在此時，史蒂芬出現在芬克身後，叫了她一聲。芬克受到驚嚇，槍枝走火，意外射殺了少年。
史蒂芬目睹整個情況，試圖勸阻芬克。為了避免史蒂芬揭露她的行為，芬克決定將他也滅口。
最終，芬克參加她的新書發表會，穿著滿是血跡的白色衣服出現。觀眾誤認為這是一種藝術表現，對她鼓掌喝彩。芬克舉起酒杯和新書，高喊：「為生命乾杯！」

## 演員
- 卡佳·赫爾伯斯 飾 芬克·布特（Femke Boot）：一位因在社群媒體上遭受匿名騷擾而崩潰的專欄女作家，展開對鍵盤俠的血腥復仇。
- 根尼歐·德·古特（荷兰语：Genio de Groot）飾 阿倫德（Arend）：芬克的朋友。
- 萊恩·霍夫曼 飾 阿倫·托爾（Arjen Tol）：芬克的網路仇恨對象之一。
- 布萊姆·范德克倫 飾 史蒂芬·杜德（Steven Dood）：一位作家，在訪談中與芬克意見相左，後來成為她的戀人。
- 阿赫拉夫·庫特（法语：Achraf Koutet） 飾 塔里克·博斯（Tarik Bos）：年輕的鍵盤俠，對芬克進行網路騷擾。
- 克萊爾·波羅 飾 安娜·布特（Anna Boot）：芬克的女兒，對母親的行為逐漸產生懷疑。
- 哈利·范·里斯霍芬（荷兰语：Harry van Rijthoven） 飾 學校校長：芬克女兒的學校校長，對她在校報的批評感到不滿。
- 塞諾·塞維爾（荷兰语：Seno Sever） 飾 警察：接待芬克報案的警察，輕視她的網路騷擾問題。

## 製作
導演伊佛·范·阿爾特（Ivo van Aart）與編劇達安·溫德霍斯特（Daan Windhorst）共同構思了這部電影的創意，並立即聯想到「Kuthoer」這個詞，這是一個在社群媒體上常見的辱罵用語，象徵著網路上的威脅與謾罵。為了突顯電影主題，他們選擇在片名中加入「De」（意指「那位」），強調電影圍繞在一位特定的角色身上。導演和編劇希望透過這部電影喚起人們對網路霸凌與暴力言論的反思。該片的靈感來源於溫德霍斯特創作的一則短篇故事。
電影的製作計畫於2019年公布，並宣布由卡佳·赫伯斯（Katja Herbers）擔任女主角芬克·布特一角。范·阿爾特表示，選擇赫伯斯出演此角色的原因之一是因為她在美劇《西部世界》第二季中的表現。拍攝預計於2020年初進行。

## 發行
《殺清鍵盤俠》於2020年8月在加拿大的奇幻影展上舉行北美首映，並在英國的嚇人影展亮相。9月，該片在荷蘭的NPO 3電視台播出，吸引了30.8萬觀眾觀看，隨後上架至NPO Start平台。

## 評價
根据評論匯總网站爛番茄汇总的79篇评论文章，80%的评论家给予该作正面评价，平均打分为6.9分（满分10分）。该网站总结的评论家共识是“帶有殘酷的幽默且視覺上讓人不安，以血腥且超現實的方式將社群媒體的惡毒面呈現到極致”。在Metacritic上，12位影評人共給予了58分的分數（滿分100分），這部電影獲得了「評價褒貶不一或一般」。
該片獲得不少影評人的讚賞，特別是對其社會評論的銳利諷刺， Film School Rejects 和 Bloody Disgusting 認為該片的批判十分深刻。 Rue Morgue 和 Film Threat 也給予正面評價，其中《Rue Morgue》稱這部電影「尖銳地譴責那些隱身在鍵盤後的網路霸凌者，同時也呈現了一個在壓力下走向崩潰的女子的爆笑故事。最終，這場遊戲中沒有任何人是贏家。」

## 外部連結
- 互联网电影数据库（IMDb）上《殺清鍵盤俠》的资料（英文）